# Церква Миколи Чудотворця (на воді)
Церква Миколи Чудотворця біля Набережно-Хрещатицької вулиці у Києві — перший та поки що єдиний храм у Європі, розташований безпосередньо в акваторії. Відомий як храм «на воді» (або «на водах»).

## Історія та особливості церкви
Церкву побудовано творчою архітектурною майстернею «Юрій Лосицький», автори проекту — Юрій Лосицький, Олена Мирошніченко. В архітектурно-просторовому вирішенні застосовано мотиви «стовпових» храмів доби українського бароко.
Будівельні роботи велися упродовж 2003—2004 років благодійним коштом компанії «Укррічфлот» за сприяння її керівника Миколи Славова. Освячення на честь св. Миколая відбулося 7 липня 2004 року.
Основа споруди, влаштована за розрахунками інституту «Річтранспроект», має вигляд круглої бетонної плити, що спирається на систему шпунтових паль, занурених у дно акваторії та вкритих намивним ґрунтом. З набережною вона сполучується пішохідним містком. Храм хрещатий у плані, з однією банею на восьмигранному світловому барабані. З чотирьох боків фасади прикрашені фігурними фронтонами з хрещатими вікнами. Гілки хреста плану понижені та перекриті напівбанями.
Старовинна храмова ікона святого Миколая з часткою мощей чудотворця подарована Блаженнішим митрополитом Володимиром.
Місцезнаходження: поряд із гранітною набережною біля Набережно-Хрещатицької вулиці, проти Борисоглібської вулиці, неподалік станції метро «Поштова площа».

## Галерея

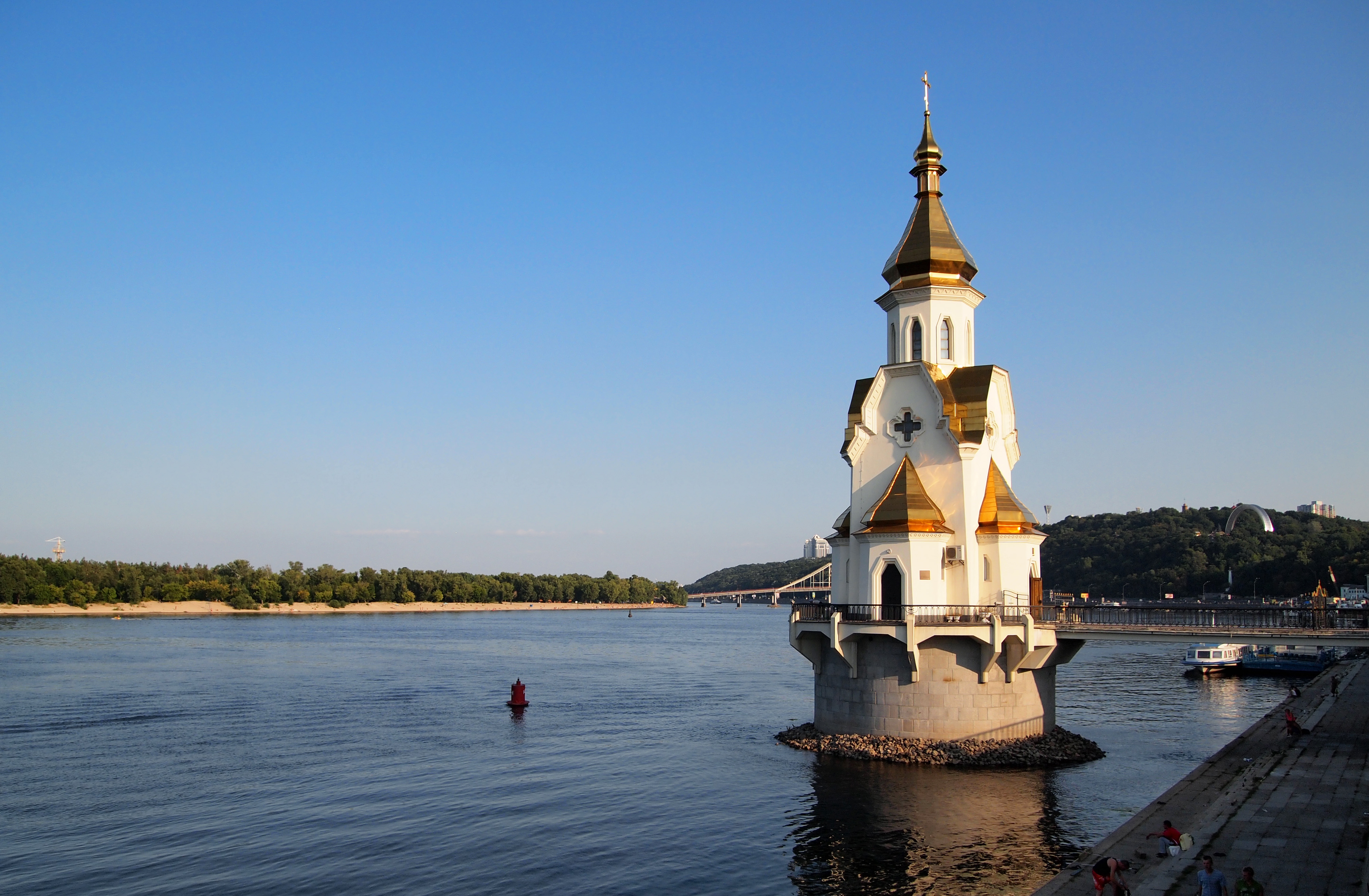
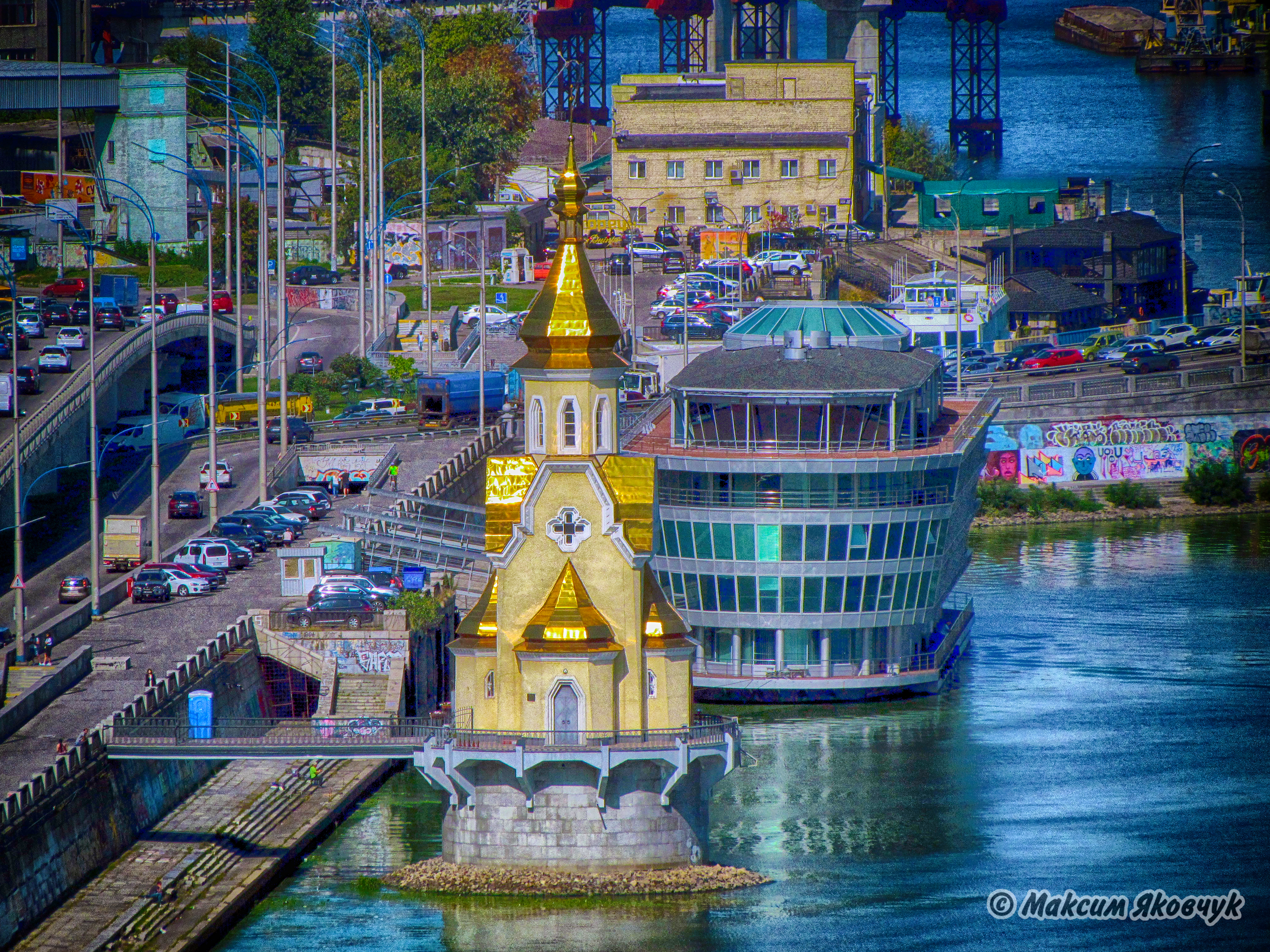
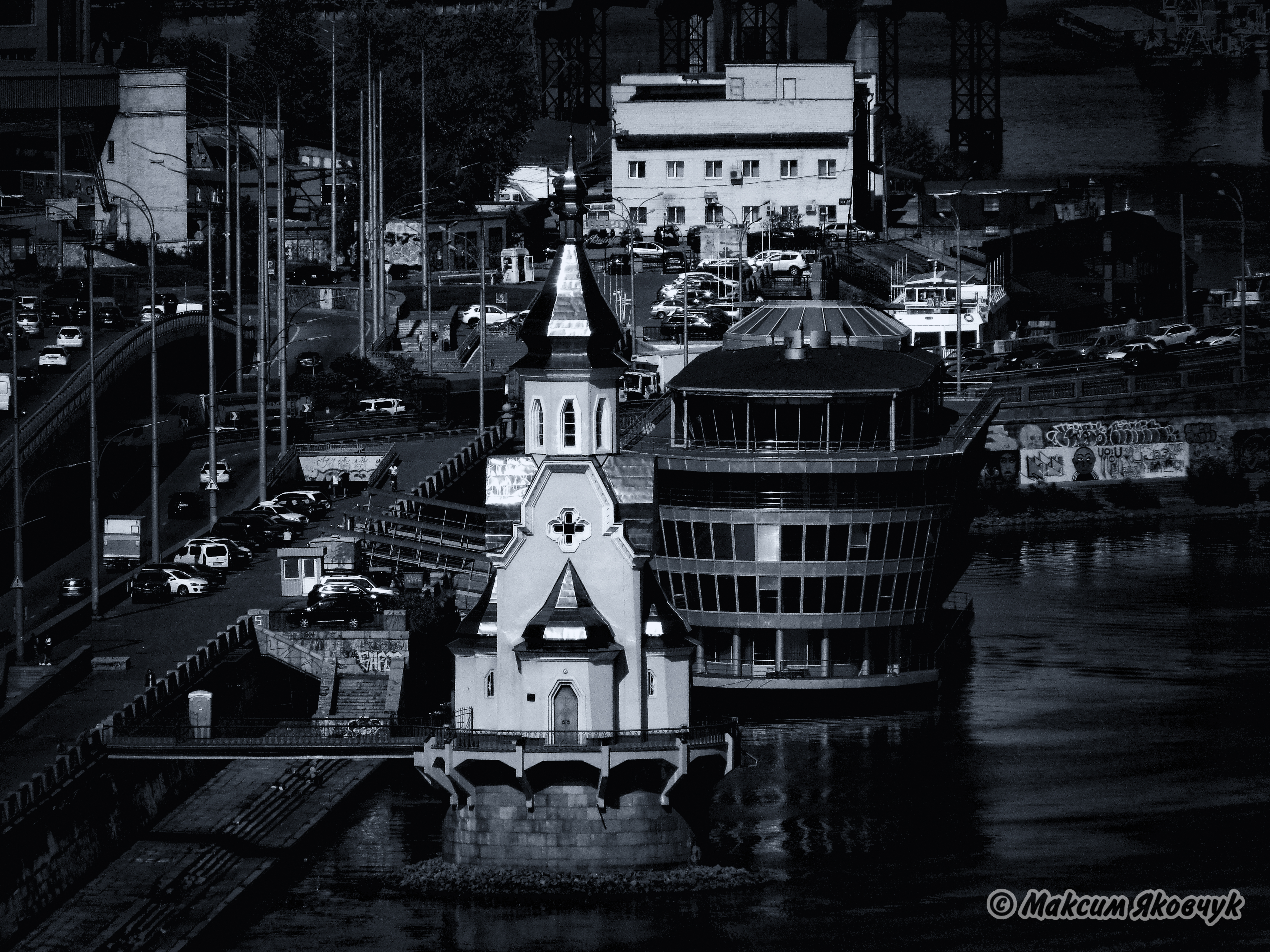
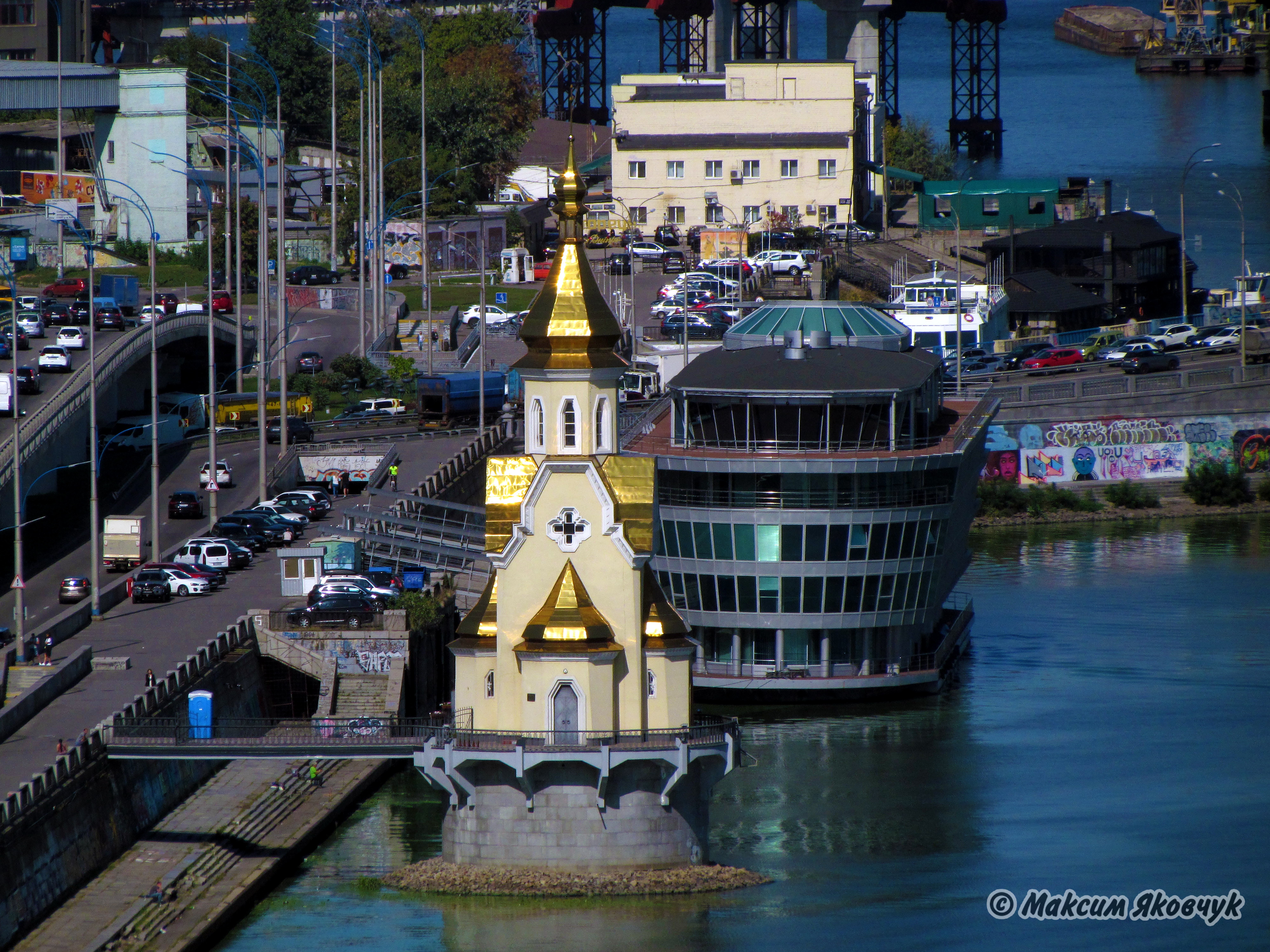
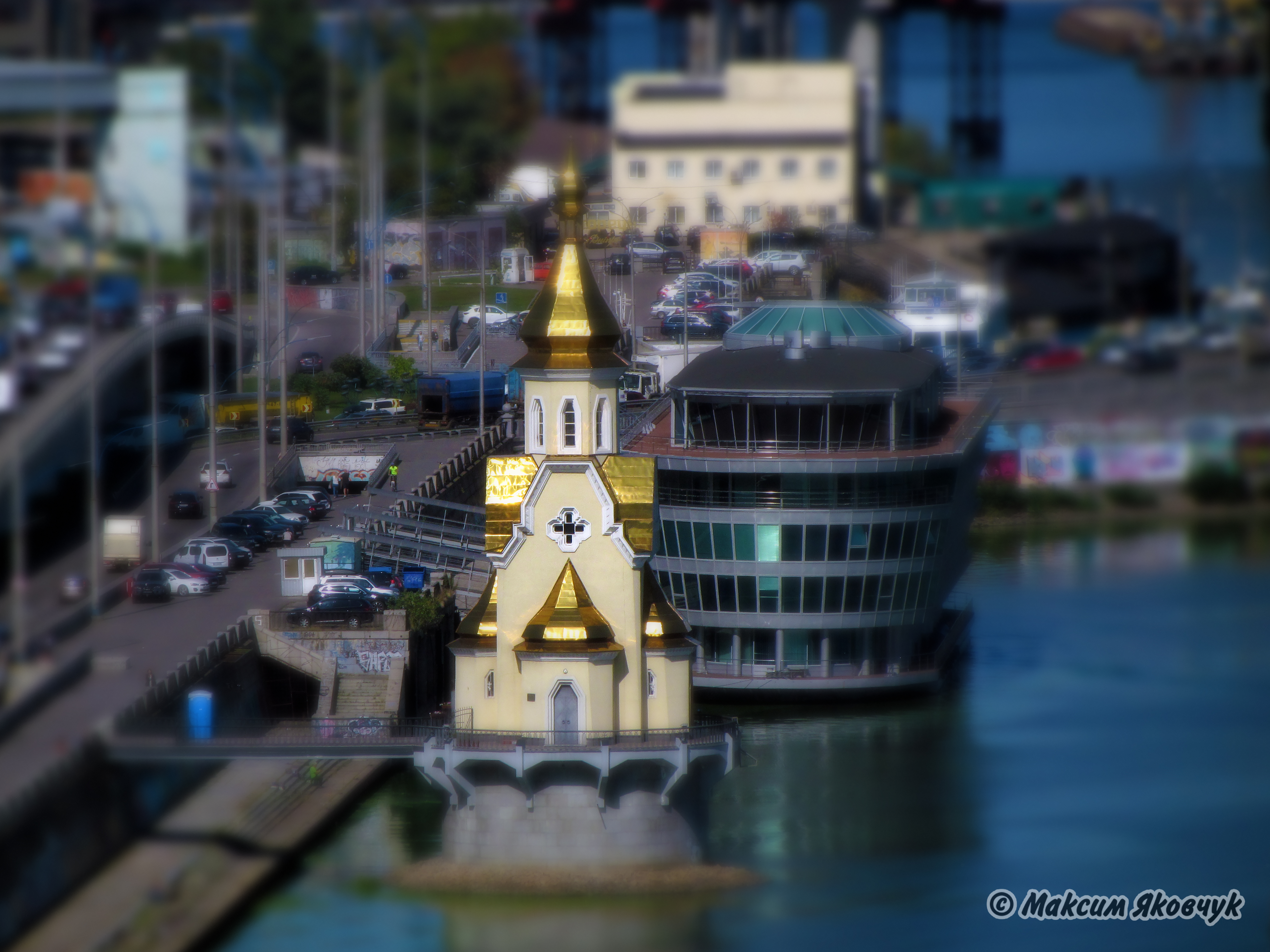
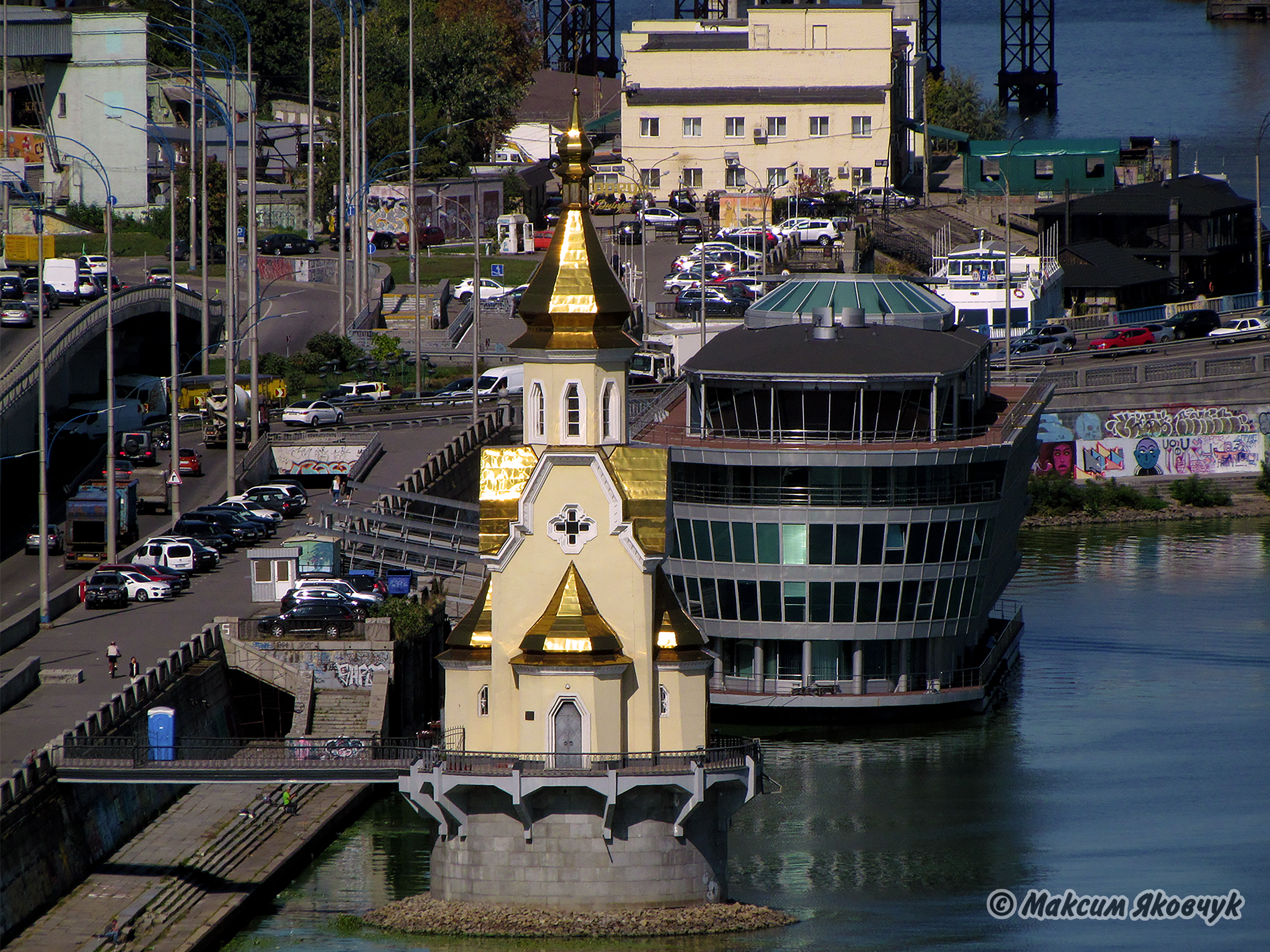
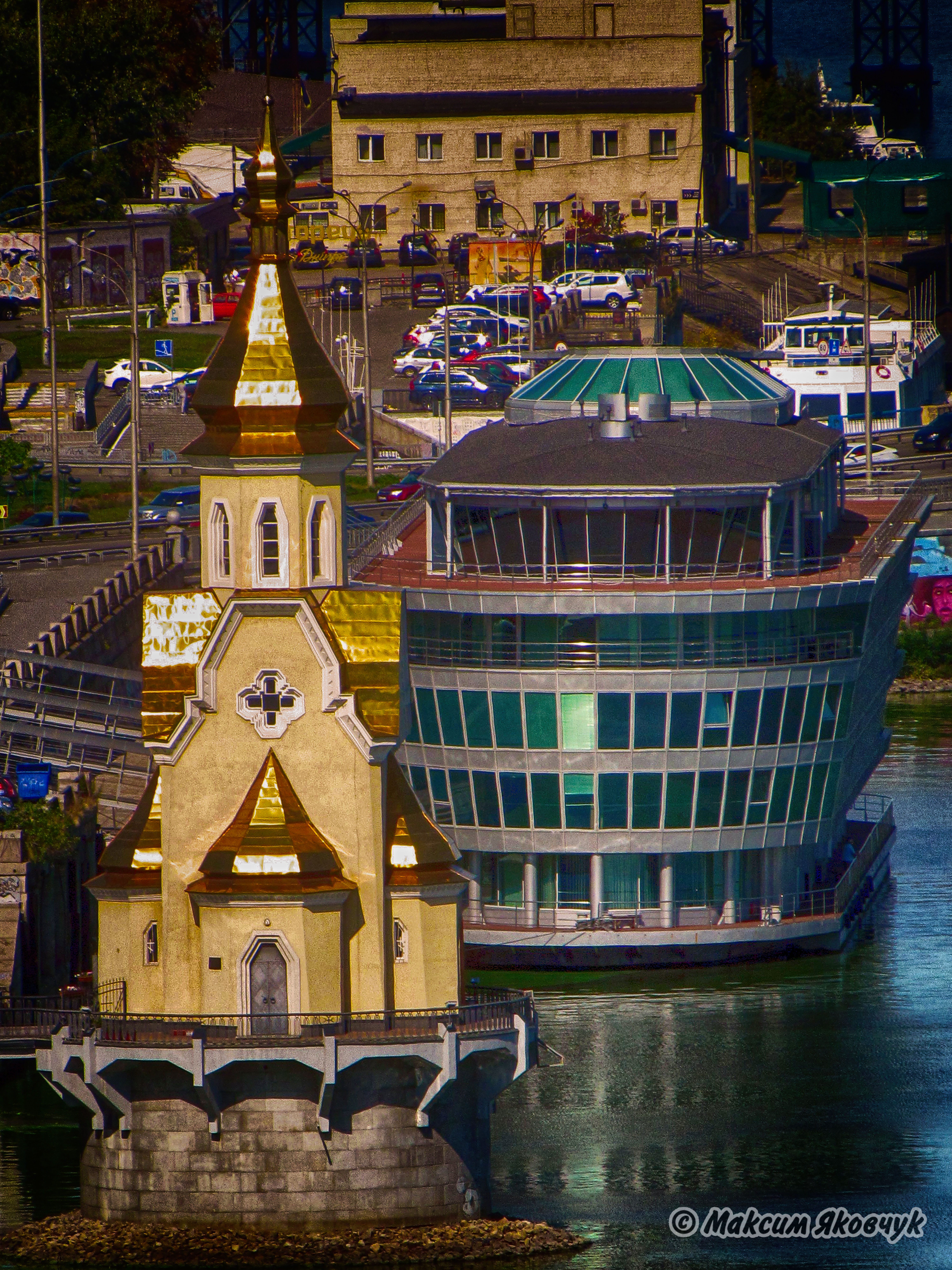
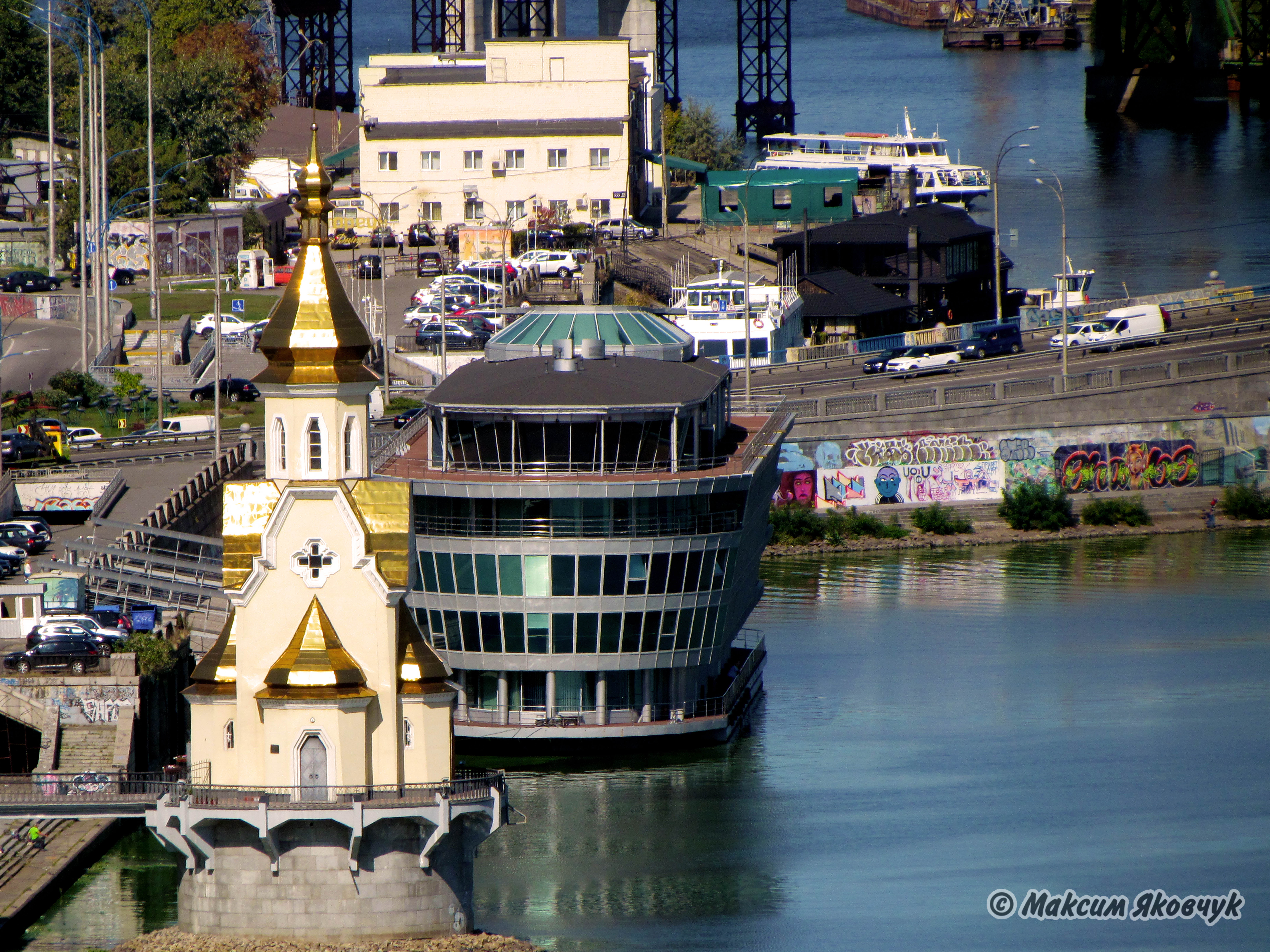
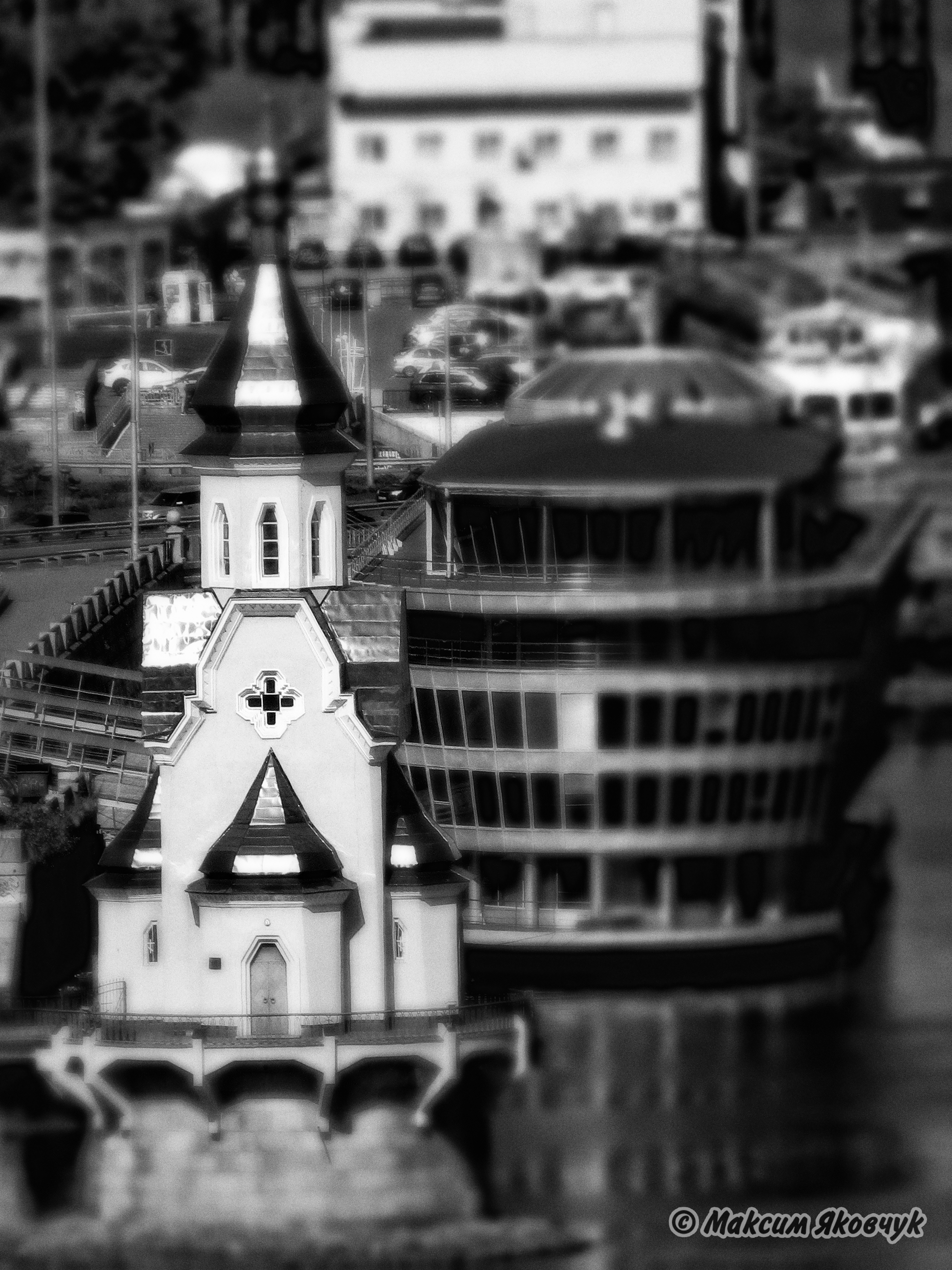
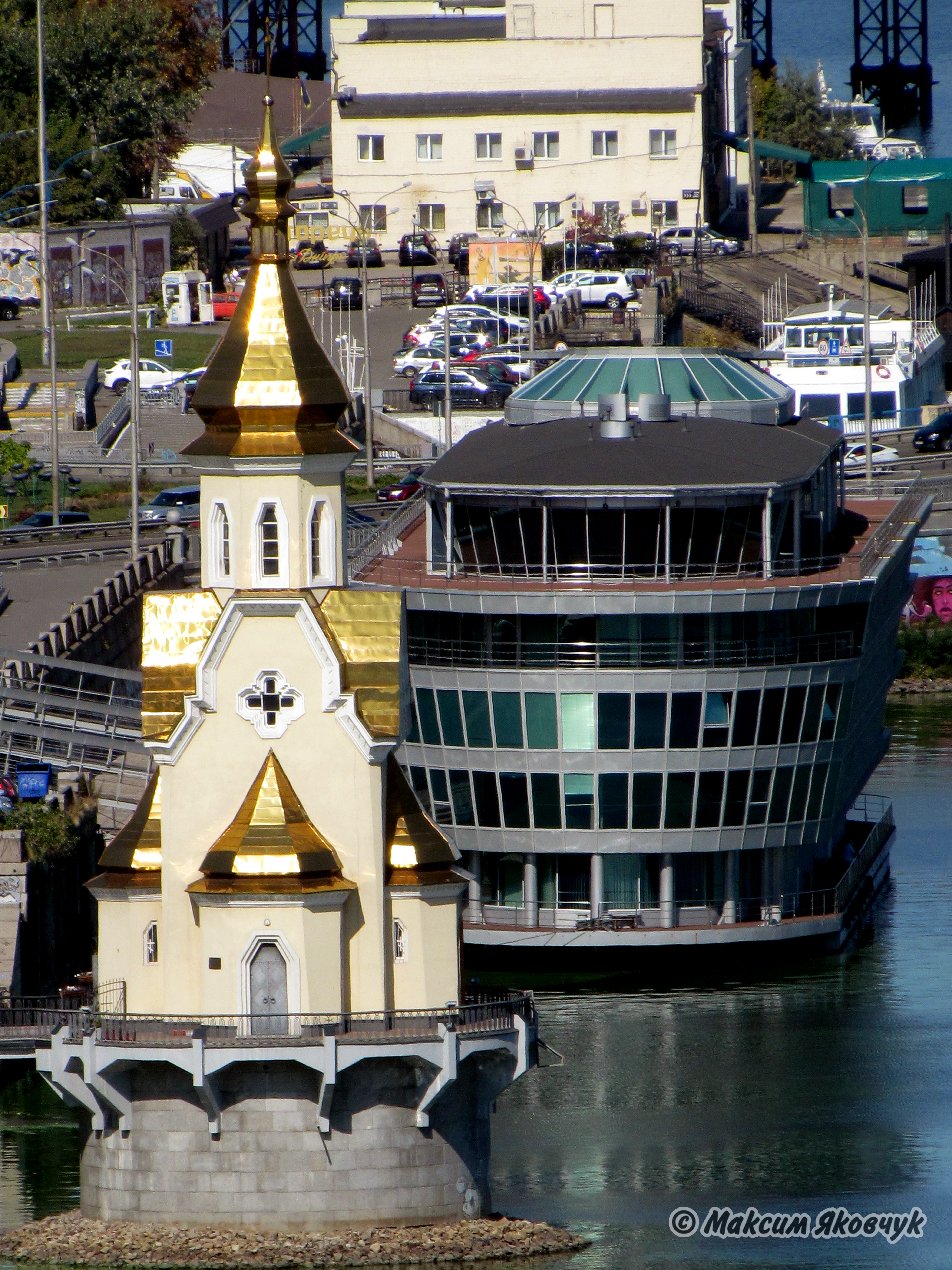
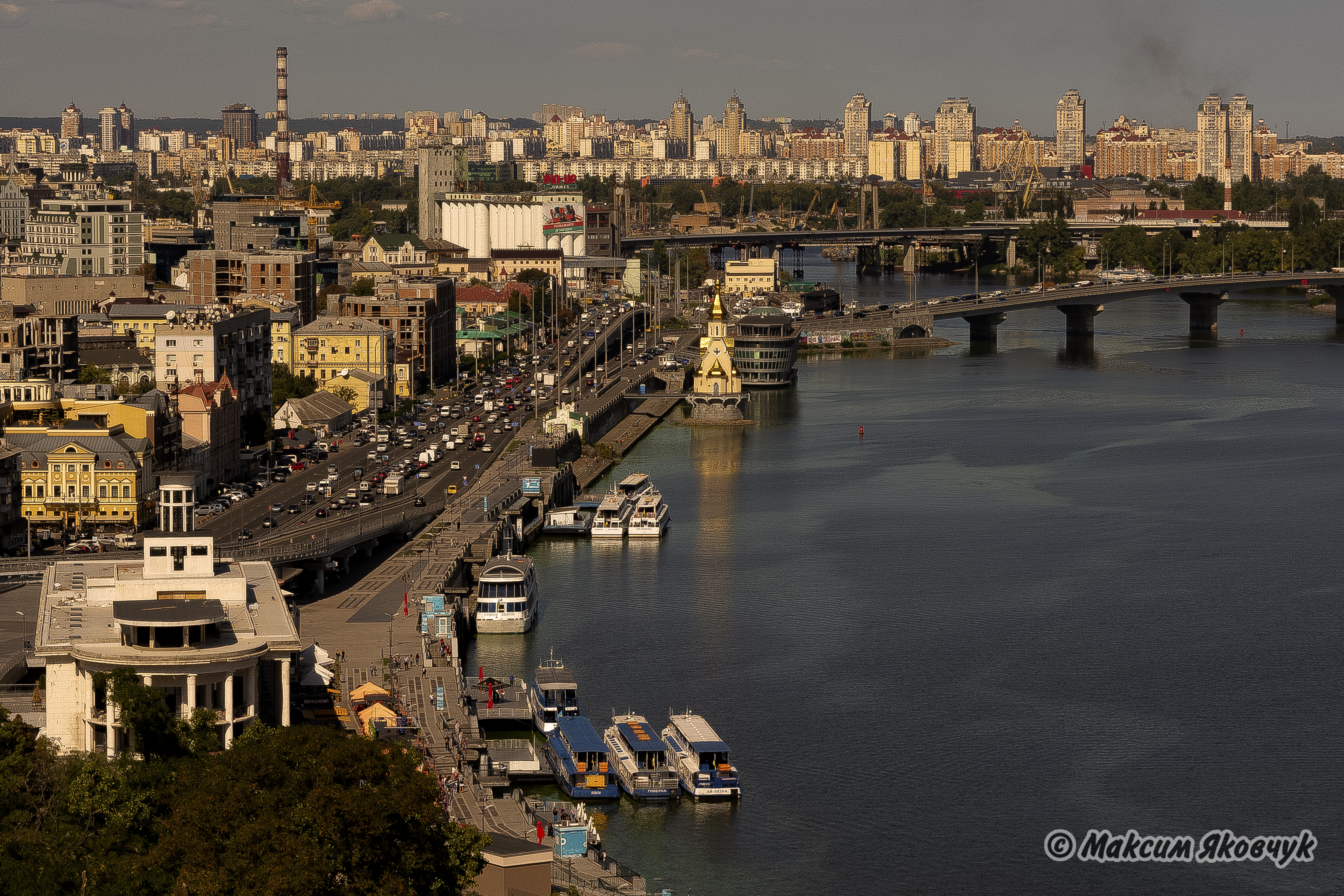
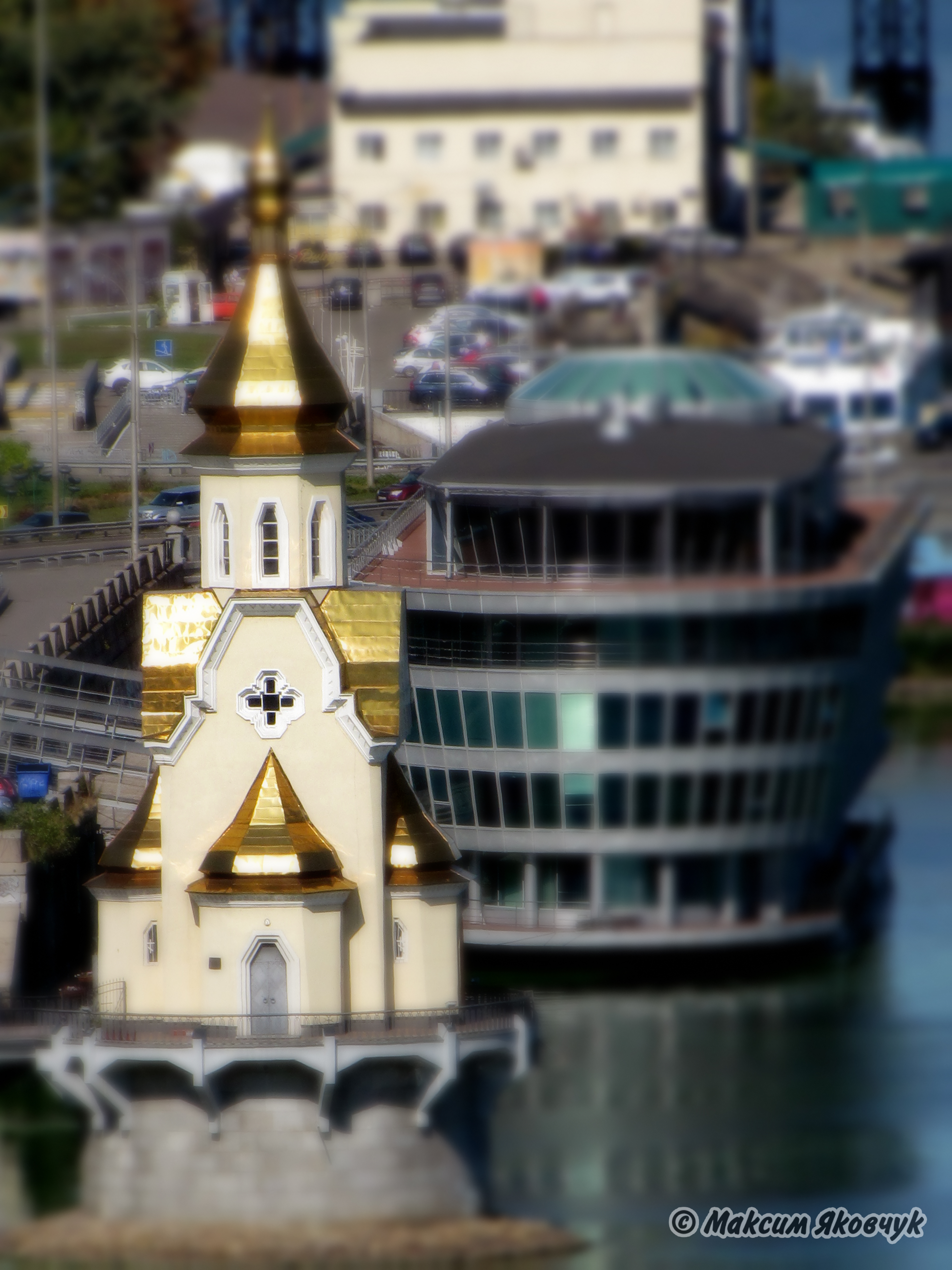